# Polycarpa aernbaeckae
Polycarpa aernbaeckae är en sjöpungsart som beskrevs av Monniot 1964. Polycarpa aernbaeckae ingår i släktet Polycarpa och familjen Styelidae. Enligt den svenska rödlistan är arten otillräckligt studerad i Sverige. Arten förekommer i Götaland. Artens livsmiljö är havet. Inga underarter finns listade i Catalogue of Life.